# Nils Svärd
Nils Svärd, född 10 juli 1908 i Frösö, död 6 augusti 2001 i Lits församling, Jämtland, var en svensk längdskidåkare som var aktiv under 1930-talet. Svärd deltog i VM 1931 där han slutade trea på 18 kilometer och fyra på 50 kilometer. Han deltog i olympiska vinterspelen 1932 i Lake Placid på 18 kilometer där han kom på 10:e plats.